# Andreu-Avel·lí Artís i Tomàs
Andreu Avel·lí Artís i Tomàs (Barcelona, 12 de juny de 1908 - Sitges, 2 de juliol de 2006) fou un periodista, escriptor i dibuixant català, més conegut pel pseudònim de Sempronio.

## Biografia
Era fill de Josep Artís i Balaguer i cosí d'Avel·lí Artís-Gener. Abans de la guerra civil espanyola col·laborà a la Revista de Catalunya, Mirador i L'Opinió.
L'any 1922 participà a la primera edició de les Colònies Vilamar, una experiència pedagògica auspiciada per la Comissió de Cultura de l'Ajuntament de Barcelona i que es va dur a terme a la platja de Calafell. En l'organització de Vilamar fou escollit redactor en cap del Diari de Vilamar, publicació on escriví algunes cròniques de la vida de la República d'Infants com El bateig de la "Mireia" o De la constitució de "Vilamar". D'aquesta experiència d'infància reconegué els seus inicis com a escriptor i periodista.
El 1941 adoptà el pseudònim Sempronio, d'antuvi per a signar les seves col·laboracions a Destino (on emprà el de Miguel del Puerto també), i després els seus articles i llibres. També col·laborà al Diario de Barcelona i a El Noticiero Universal. El 1964 fou el primer director de Tele/eXpres i del 1966 al 1970 dirigí Tele/Estel, primer setmanari català autoritzat pel franquisme. Des del 1964 col·laborà regularment a La Vanguardia i des del 1976 a l'Avui.
Durant els anys setanta i vuitanta se centrà construir als seus llibres una crònica entre històrica i costumista de la Barcelona del segle xx, però també manifestà el seu interès pel món de l'art (també conreà la pintura i va fer algunes exposicions). El 1972 l'Ajuntament de Barcelona el nomenà cronista Oficial de la ciutat, i el 1991 li atorgà la Medalla d'Or al mèrit artístic. El 1987 la Generalitat de Catalunya li atorgà la Creu de Sant Jordi.

## Obres

### Assaig
- Barcelona tal com és (1948)
- Los barceloneses (1959)
- Minutero barcelonés (1963)
- L'art de viure al dia (1970)
- Retrats de Ramon Casas (1970)
- Clar i català (1973)
- Aquella entremaliada Barcelona (1978)
- Barcelona era una festa (1980)
- Quan Barcelona portava barret (1983)
- Barcelona pel forat del pany (1985)
- Barcelona bitllo-bitllo (1986)
- Taula de cafè (1989)
- Barcelona a mitja veu (1991)
- Cent autoretrats d'artistes catalans (1992)
- Barcelona es confessa a mitges (1994)
- La Barcelona del jove Picasso (1995)

### Novel·la
- La oración del diablo (1962)
- La vall dels reis (1985)
- El mur (1988)

### Poesia
- L'accent de Barcelona (1938)

### Teatre
- Les flors del Mal (1947)
- Els fugitius de la plaça Reial (1964)
- La canción del Paralelo (sarsuela, 1943)
- La impassible (1935)